# Simon François Gay de Vernon
Simon François Gay de Vernon genannt Gayvernon, (* 24. November 1760 in Saint-Léonard-de-Noblat (Haute-Vienne); † 3. November 1822 ebenda), französischer Pionier-Offizier, später Baron d'Empire, war Professor für Festungsbau an der École polytechnique von 1798 bis 1804, später Studienleiter bis 1812.

## Leben

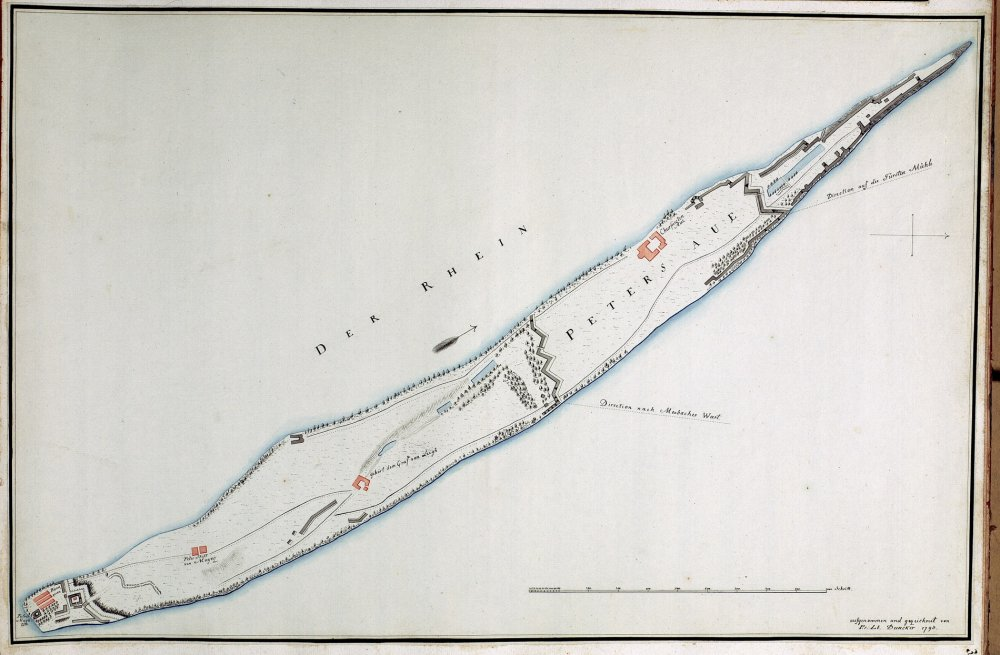
Fortifikationen auf der Petersaue

Gay de Vernon wurde als Sohn des Charles Gay de Vernon und seiner Frau Valérie Marie Fargeau de Mortegoute geboren. Er studierte am Séminar von Limoges später an der Militärschule École royale du génie de Mézières im heutigen  Charleville-Mézières (Abschluss 1780). Unter dem Befehl von Adam-Philippe de Custine bekleidete er von 1792 bis 1793 die Dienststellung eines Adjudant-général in der französischen Rheinarmee. Nach der Einnahme von Mainz, befestigte er diesen Kampfplatz  zusammen mit dem Colonel du génie Clément. Diese Arbeiten endeten vorläufig durch die Belagerung von Mainz (1793), die die französische Präsenz am linken Rheinufer kurzzeitig unterbrach.
Im Jahr 1798 wurde er zum Ingenieur-Oberst befördert und wurde zum Professor für Festungsbau an der École polytechnique berufen. Im darauffolgenden Jahr reichte er, unterstützt durch Général Jourdan, eine Petition an den Rat der Fünfhundert ein, um die Rehabilitation seines Bruders Léonard Honoré Gay de Vernon, zu erreichen. Dieser Ansatz war am 23. Juli 1799 erfolgreich.
Simon Gayvernon unterrichtete seine Schüler am Polytechnikum im theoretischen Festungsbau, der sich auf einen geometrischen Ansatz unter Berücksichtigung militärischer Fragen begründete. Sein Skriptum, das 1805 publiziert wurde, wurde auch auf Deutsch und Englisch übersetzt, und diente als Standardwerk der Militärschulen bis zum Beginn des 19. Jahrhunderts.
Im Jahr 1814 wurde er von Ludwig XVIII. zum Maréchal de camp befördert, was heute etwa dem Brigadegeneral entspricht.

## Schriften
- Traité élémentaire d’art militaire et de fortification, à l’usage des élèves de l’École polytechnique, et des élèves des écoles militaires. 2 Bände. Allais, Paris 1805, (Digitalisate: Band 1, Band 2).